# Drevisfjärden
Drevisfjärden är en avsnörd havsvik, idag sjö i Hudiksvalls kommun i Hälsingland och ingår i Harmångersån-Delångersåns kustområde. Sjön är 9 meter djup, har en yta på 0,976 kvadratkilometer och är belägen 0 meter över havet. Sjön avvattnas av vattendraget Hallstaån. Namnet härstammar från den tid sjön var en havsvik, då is kunde pressas in via inloppet, det så kallade Lingarösundet, från havet. 1909-10 genomfördes en sänkning för att underlätta passagen till havet.

## Delavrinningsområde
Drevisfjärden ingår i det delavrinningsområde (684869-157506) som SMHI kallar för Utloppet av Drevisfjärden. Medelhöjden är 25 meter över havet och ytan är 11,08 kvadratkilometer. Räknas de 11 avrinningsområdena uppströms in blir den ackumulerade arean 87,79 kvadratkilometer. Avrinningsområdets utflöde Hallstaån mynnar i havet. Avrinningsområdet består mestadels av skog (75 procent). Avrinningsområdet har 1,16 kvadratkilometer vattenytor vilket ger det en sjöprocent på 10,4 procent.